# 蒙希克
37°19′N 8°36′W / 37.317°N 8.600°W

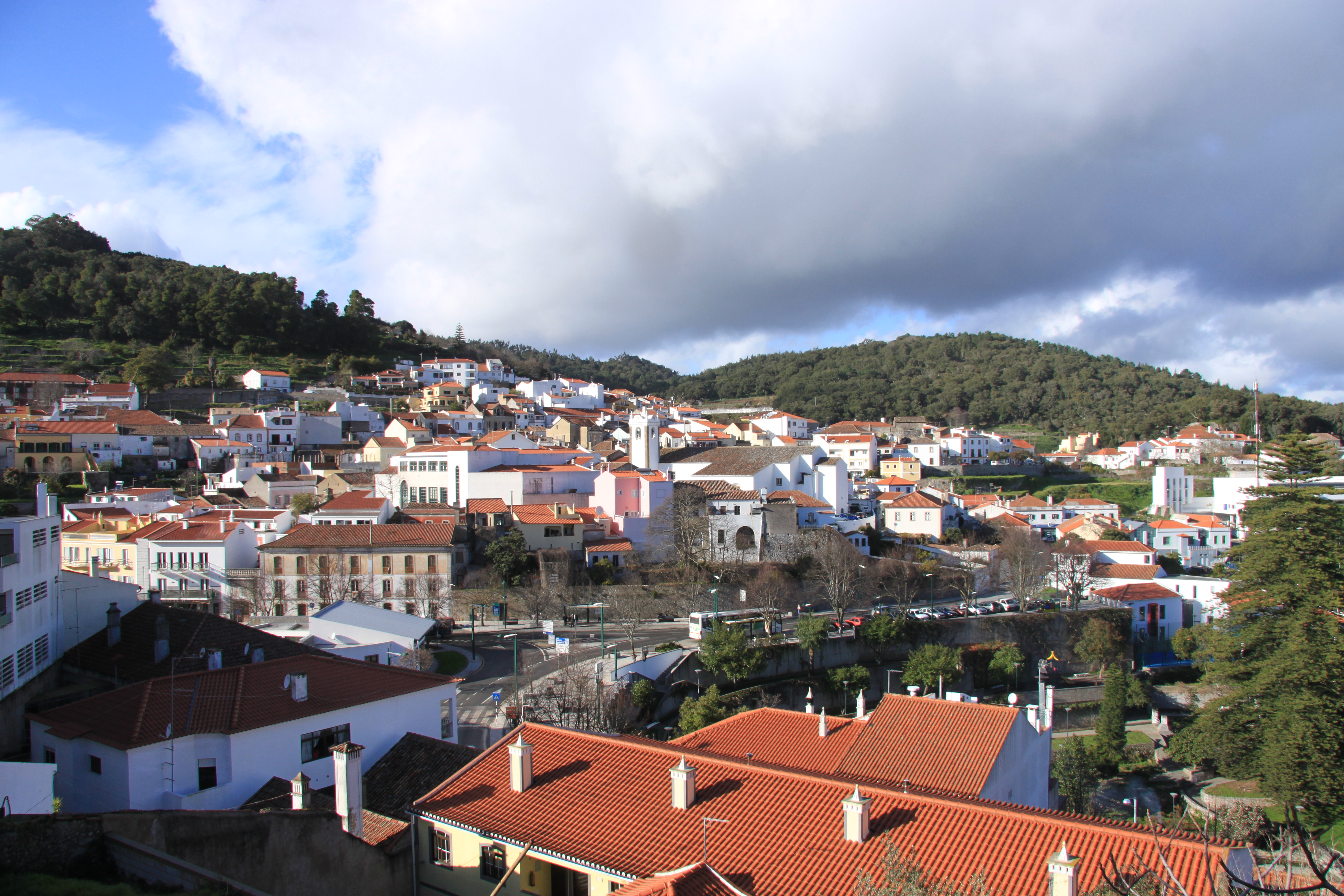

蒙希克（葡萄牙語：Monchique），是葡萄牙的城鎮，位於該國南部，由法魯區負責管轄，始建於1773年，面積395.3平方公里，2011年人口6,045，該城鎮人口密度每平方公里15人。